# Salpingidae
Salpingidae là một họ bọ cánh cứng trong phân bộ Polyphaga. Các loài này có kích thước nhỏ, dài khoảng 1,5 – 7 mm. Họ này phân bố trên toàn cầu với khoảng 300 loài được xếp vào 45 chi.

## Các chi
Danh sách này không đầy đủ:
- Aegialites
- Dacoderus
- Tretothorax
- Eurystethes
- Inopeplus
- Elacatis
- Rhinosimus
- Sphaeriestes
- Vincenzellus